# طب متعدي

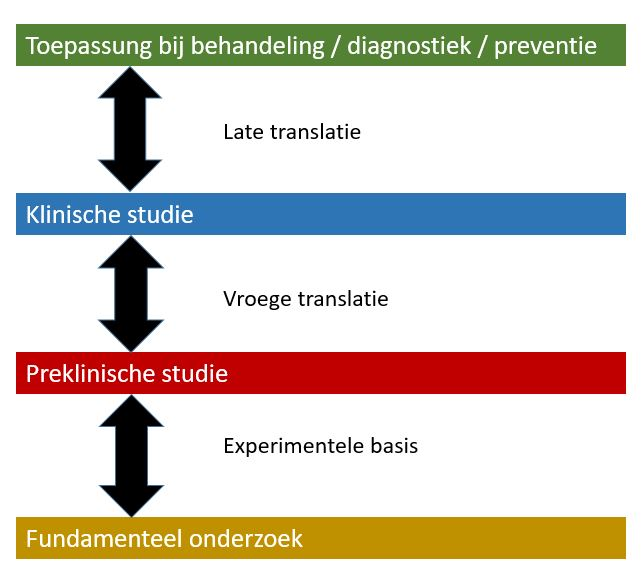
مراحل البحث المتعلقة بالطب الانتقالي

الطب المتعدي أو الطب المنقول تم تعريفه من قبل الجمعية الأوربية للترجمة بأنه رع متعدد التخصصات في مجال الطب الحيوي بدعم من ثلاث ركائز رئيسية؛ مقاعد البدلاء، سرير الأسرة والمجتمع. الهدف من الخرائط الموضوعية هو الجمع بين التخصصات والموارد والخبرات والتقنيات ضمن هذه الركائز لتعزيز التحسينات في الوقاية والتشخيص والعلاج. ووفقاً لهذا، فإن الطب المنقول هو مجال متعدد التخصصات للغاية، يتمثل الهدف الأساسي هو الاندماج الأصول من مختلف الطبائع داخل الركائز الفردية من أجل تحسين نظام الرعاية الصحية العالمية بشكل ملحوظ.

## تاريخ الطب المنقول
يعد الطب المنقول نظامًا سريع النمو في مجال البحوث الطبية الحيوية ويهدف إلى الإسراع باكتشاف أدوات وعلاجات تشخيصية جديدة عبر استخدام منهج متعدد التخصصات ومتعاون بشكل كبير «من مقعد إلى سرير». في مجال الصحة العامة، يركز الطب المنقول على ضمان تنفيذ الاستراتيجيات المثبتة لعلاج المرض والوقاية منه في المجتمع. وصف انتشار الطب الانتقالي، الذي تم عرضه لأول مرة من قبل المائدة المستديرة البحثية في معهد الطب، بوجود حاجزين على الطريق (أي مناطق متميزة بحاجة للتحسين): أول كتلة متعدية (T1) تمنع اكتشاف نتائج البحوث الأساسية في بيئة سريرية. . يمنع التكتيل الثاني (T2) التدخلات المجربة من أن تصبح ممارسة قياسية. حققت المعاهد الوطنية للصحة دفعة كبيرة لتمويل الطب متعدية، لا سيما في مجال البحوث الطبية الحيوية، مع التركيز على التعاون المتعدد الوظائف (على سبيل المثال، بين الباحثين والأطباء)؛ الاستفادة من التكنولوجيا الجديدة وأدوات تحليل البيانات؛ وزيادة السرعة التي تصل بها العلاجات الجديدة إلى المرضى. في كانون الأول / ديسمبر 2011، تم تأسيس المركز الوطني للنهوض بالعلوم الانتقالية والتي أنشئت في اطار المعاهد الخاصة بالعلوم الطبيعية «لتحويل عملية العلوم متعدية بحيث يمكن توصيل العلاجات الجديدة وعلاجات المرض للمرضى بشكل أسرع». وجوائز العلوم السريرية والانتقالية، التي أنشئت في عام 2006 وتمول الآن من قبل NCATS ، ويدعم 60 مركزًا في جميع أنحاء البلاد التي توفر دورًا أكاديميةً لعلوم الترجمة ودعم الموارد البحثية التي تحتاجها مجتمعات البحث المحلية والوطنية وفقًا لمقال نُشر عام 2007 في مجلة العلوم الوظيفي، في الفترة مابين 2007 إلى عام 2013، استهدفت المفوضية الأوروبية أغلبية موازنتها البالغة 6 مليارات يورو للأبحاث الصحية إلى مزيد من الطب الانتقالي.

## التدريبوالتعليم
في السنوات الأخيرة، ظهر عدد من البرامج التعليمية لتوفير التدريب المهني في المهارات اللازمة للنجاح في ترجمة البحوث إلى نتائج سريرية محسنة. هذه البرامج تمر بأسماء مختلفة (منها ماجستير في الطب الانتقالي وماجستير بعد العلم في الابتكار الحيوي. العديد من هذه البرامج تخرج من أقسام الهندسة الحيوية، غالبًا بالتعاون مع الأقسام السريرية.

## برامج الماجستير والدكتوراه
تشغل جامعة إدنبره ماجستير في برنامج الطب الانتقالي منذ عام 2007. وهو برنامج عبر الإنترنت لمدة 3 سنوات يستهدف المهن الصحية العاملة.
وكانت جامعة البورج في الدنمارك تدير درجة الماجستير في الطب الانتقالي منذ 2009.
وقد بدأ برنامج درجة الماجستير في الطب الانتقالي في جامعة هلسنكي في عام 2010.
في 2010، استخدمت جامعة كاليفورنيا بيركلي وجامعة كاليفورنيا سان فرانسيسكو منحة تأسيسية من أندي جروف لإطلاق برنامج مشترك أصبح ماجستير الطب الانتقالي. والذي يربط قسم الهندسة الحيوية في بيركلي مع قسم العلوم الحيوية والعلاجية لمنح الطلاب خبرة لمدة عام واحد في تعزيز الابتكار الطبي.
تم اعتماد مركز سيناي الطبي في لوس أنجلوس، كاليفورنيا في 2012 لبرنامج الدكتوراه في العلوم الطبية الحيوية والطب الاتقالي. ويركز برنامج الدكتوراه على البحوث الطبية الحيوية والسريرية التي ترتبط مباشرة لتطوير علاجات جديدة للمرضى.
منذ 2013، يعرض الماجستير الرسمي في الطب الانتقالي-ماجستير من جامعة برشلونة، الفرصة للحصول على تدريب ممتاز خلال الدورات النظرية والعملية. وفوق ذلك، يرتبط هذا الماجستير ببرنامج الدكتوراه «الطب والبحث العلمي»، مع ذكر الجودة من الوكالة الوطنية لتقييم الجودة والاعتماد (اجينسا).
في خريف 2015، أسست كلية مدينة نيويورك شهادة الماجستير في برنامج الطب الانتقالي. شراكة بين مدرسة غروف للهندسة ومدرسة صوفي ديفيز للتعليم الطبي الحيوي / كلية الطب بجامعة ولاية نيويورك، هذا البرنامج يوفر للعلماء والمهندسين وطلاب ما قبل المدرسة التدريب المناسب في مجال تصميم المنتجات والملكية الفكرية والشؤون التنظيمية والأخلاقيات الطبية ولمدة 3 فصول دراسية.
ومن الامثلة على جامعات تدير دورات الدراسات العليا في الطب الانتقالي جامعة ليفربول، كينجز كوليدج لندن، امبريال كوليدج لندن، جامعات كلية لندن، أكسفورد وكامبريدج. 
كما تقدم جامعة مانشستر، وجامعة نيوكاسل، وجامعة كوينز بلفاست دورات دراسية للماجستير في مجال الأبحاث وفي مجال الطب التحويلي.
جامعة تولين لديها برنامج الدكتوراه في علم الابتكار لتعزيز تصميم وتنفيذ التقنيات الطبية الحيوية المبتكرة.
تقدم كلية الصحة العامة في جامعة تمبل درجة الماجستير في العلوم في البحوث السريرية والطب الانتقالي. يتم عرض البرنامج بالاشتراك مع مدرسة لويس كاتز للطب.
جامعة ماهيدول في كلية الطب يوجد في مستشفى راماثبودي برنامج ماجستير ودكتوراه في الطب الانتقالي منذ 2012. فإن جامعة ماهيدول هي الجامعة الوحيدة والأولى في تايلاند وجنوب شرق آسيا. معظم محاضري البرامج هم من الأطباءالذين يساهمون في العديد من مجالات الدراسة مثل السرطان والحساسية والمناعة، أمراض الدم، طب الأطفال، أمراض الروماتيزم....
سوف يتعرض الطالب مباشرة للمرضى. ولمعرفة الشيء بين العلوم الأساسية والتطبيق السريري.
بدأت جامعة فورتسبورغ برنامج الماجستير في الطب الانتقالي في 2018. يهدف إلى يكون طلاب الطب الذين في السنة الثالثة أو الرابعة بأن يقوموا بمتابعة المهنة كطبيب عالم.

## الدبلومات والدورات
تقدم أكاديمية محترفي الطب الانتقالي (ATMP) دورة شهادة مهنية منتظمة بعنوان «فهم أدوات وتقنيات الطب الانتقالي»
كان جيمس ليند قد أجرى دبلوم الدراسات العليا في الطب الانتقالي منذ أوائل 2013. وقد دعم البرنامج من قبل جامعة سينز ماليزيا
تعرض كلية الصيدلة بجامعة جنوب كاليفورنيا (USC) دورة في الطب التحويلي.

## المنظمات الدولية
الجمعية الأوروبية للطب التعددي (EUSTM)
هي منظمة عالمية غير ربحية ومحايدة للرعاية الصحية هدفها الرئيسي هو تعزيز الرعاية الصحية في جميع أنحاء العالم باستخدام مناهج وموارد وخبرات الطب المتعدي. ويسهل المجتمع التعاون والتفاعل بين الأطباء والعلماء والأوساط الأكاديمية والصناعية والحكومات والهيئات التمويلية والتنظيمية والمستثمرين وصانعي السياسات من أجل تطوير وتقديم برامج ومبادرات عالية الجودة في مجال الطب التحويلي تهدف بشكل عام إلى تعزيز الرعاية الصحية لسكان العالم. هدف المجتمع هو تطوير لأدوات التشخيص وتعزيز البحث والعلاجات الجديدة بأسعار معقولة للاضطرابات السريرية التي تؤثر على سكان العالم.
توفر الجمعية منصة سنوية في شكل مؤتمرات عالمية حيث يتجمع قادة الرأي الرئيسيين العالميين، والعلماء من مقاعد البدلاء، ومهنيي الصحة العامة، والأطباء السريريين من العاملين في مجال السرير والمتخصصين في الصناعة ويشاركوا في مناقشات الأفرقة والدورات العلمية حول آخر التحديثات والتطورات في مجال الطب التحويلي بما في ذلك المرقمات الحيوية، علوم المومنيات، البيولوجيا الخلوية والجزيئية، تعدين وإدارة البيانات، الطب الدقيق والتشخيصات المصاحبة، نمذجة الأمراض، اللقاحات والرعاية الصحية المجتمعية.

## أكاديمية أخصائي الطب الانتقالي
تعمل أكاديمية محترفي الطب الانتقالي (ATMP) على تحسين المعرفة والمهارات المستمرة للأطباء والمهنيين العامليين على جميع المستويات.
تضمن البرامج الأكاديمية والتعليمية عالية الجودة والمعايير والأخلاقية أن يحقق جميع المهنيين السريريين والعلميين التميز في مجالات تخصصهم. البرامج معتمدة من الجمعية الأوروبية للطب التعددي

## برنامج الزمالة FAcadTM
تعرض أكاديمية محترفي الطب الانتقالي (ATMP) برنامج الزمالة وهو مفتوح للمهنيين ذوي الخبرة العالية والذين لديهم سجل من الإنجازات الهامة في مجالات الباحة أو السرير أو الصحة المجتمعية.